# Katarina Srebotnik
Katarina Srebotnik (Slovenj Gradec, RS Eslovènia, Iugoslàvia, 12 de març de 1981) és una exjugadora de tennis professional eslovena. Fa 1.80 metres i pesa 65 quilograms. Es va especialitzar en la modalitat de dobles femenins, on va ser número 1 del rànquing mundial durant deu setmanes.
Professional des de 1995, va arribar al vintè lloc del rànquing individual de la WTA havent guanyat quatre títols. Va destacar més en les proves de dobles, ja que va acumular 39 títols de dobles femenins, entre els quals un títol de Grand Slam a Wimbledon. També va guanyar cinc títols de Grand Slam en dobles mixts. Es va quedar a les portes de completar el Grand Slam en dobles mixts ja que només li va mancar Wimbledon, en el qual va arribar a ser finalista, i paradoxalment l'únic que ha guanyat en dobles femenins. Va formar part de l'equip eslovè de Copa Federació habitualment.
És l'única tennista en la història del circuit WTA que ha guanyat el títol en el primer torneig del circuit que disputava en totes tres proves: individual (Oeiras 1999), dobles femenins (Makarska 1999) i dobles mixts (Roland Garros 1999). Només la croata Mirjana Lučić no havia aconseguit en la prova individual i dobles femenins.

## Biografia
Filla de Zlatka i Jose, té una germana més gran anomenada Urska.

## Torneigs de Grand Slam

### Dobles femenins: 5 (1−4)
| Resultat   | Núm. | Any  | Torneig       | Parella       | Oponents                       | Marcador      |
| ---------- | ---- | ---- | ------------- | ------------- | ------------------------------ | ------------- |
| Finalista  | 1.   | 2006 | US Open       | Dinara Safina | Nathalie Dechy Vera Zvonariova | 6−7, 5−7      |
| Finalista  | 2.   | 2007 | Roland Garros | Ai Sugiyama   | Alicia Molik Mara Santangelo   | 6−7, 4−6      |
| Finalista  | 3.   | 2007 | Wimbledon     | Ai Sugiyama   | Cara Black Liezel Huber        | 6−3, 3−6, 2−6 |
| Finalista  | 4.   | 2010 | Roland Garros | Květa Peschke | Serena Williams Venus Williams | 2−6, 3−6      |
| Guanyadora | 1.   | 2011 | Wimbledon     | Květa Peschke | Sabine Lisicki Samantha Stosur | 6−3, 6−1      |

### Dobles mixts: 11 (5−6)
| Resultat   | Núm. | Any  | Torneig           | Parella        | Oponents                           | Marcador            |
| ---------- | ---- | ---- | ----------------- | -------------- | ---------------------------------- | ------------------- |
| Guanyadora | 1.   | 1999 | Roland Garros     | Piet Norval    | Larisa Neiland Rick Leach          | 6−3, 3−6, 6−3       |
| Finalista  | 1.   | 2002 | US Open           | Bob Bryan      | Lisa Raymond Mike Bryan            | 6−7, 6−7            |
| Guanyadora | 2.   | 2003 | US Open           | Bob Bryan      | Lina Krasnoroutskaya Daniel Nestor | 5−7, 7−5, 7−6(5)    |
| Finalista  | 2.   | 2005 | US Open (2)       | Nenad Zimonjić | Daniela Hantuchová Mahesh Bhupathi | 4−6, 2−6            |
| Guanyadora | 3.   | 2006 | Roland Garros (2) | Nenad Zimonjić | Elena Likhovtseva Daniel Nestor    | 6−3, 6−4            |
| Finalista  | 3.   | 2007 | Roland Garros     | Nenad Zimonjić | Nathalie Dechy Andy Ram            | 5−7, 3−6            |
| Finalista  | 4.   | 2008 | Roland Garros (2) | Nenad Zimonjić | Viktória Azàrenka Bob Bryan        | 2−6, 6−7(4)         |
| Finalista  | 5.   | 2008 | Wimbledon         | Mike Bryan     | Samantha Stosur Bob Bryan          | 5−7, 4−6            |
| Guanyadora | 4.   | 2010 | Roland Garros (3) | Nenad Zimonjić | Iaroslava Xvédova Julian Knowle    | 4−6, 7−6(5), [11−9] |
| Guanyadora | 5.   | 2011 | Open d'Austràlia  | Daniel Nestor  | Chan Yung-jan Paul Hanley          | 6−3, 3−6, [10−7]    |
| Finalista  | 6.   | 2011 | Roland Garros (3) | Nenad Zimonjić | Casey Dellacqua Scott Lipsky       | 6−7(6), 6−4, [7−10] |

## Palmarès

### Individual: 10 (4−6)
| Llegenda                     |
| ---------------------------- |
| Grand Slam (0−0)             |
| WTA Tour Championships (0−0) |
| Tier I (0−0)                 |
| Tier II (0−0)                |
| Tier III (1−3)               |
| Tier IV (3−2)                |
| Tier V (0−1)                 |

| Títols per superfície |
| --------------------- |
| Dura (2−3)            |
| Gespa (0−0)           |
| Terra batuda (2−3)    |

| Resultat   | Núm. | Data                   | Torneig                  | Superfície   | Oponent             | Marcador         |
| ---------- | ---- | ---------------------- | ------------------------ | ------------ | ------------------- | ---------------- |
| Guanyadora | 1.   | 11 d'abril de 1999     | Estoril, Portugal        | Terra batuda | Rita Kuti-Kis       | 6−3, 6−1         |
| Finalista  | 1.   | 24 de febrer de 2002   | Bogotà, Colòmbia         | Terra batuda | Fabiola Zuluaga     | 1−6, 4−6         |
| Guanyadora | 2.   | 3 de març de 2002      | Acapulco, Mèxic          | Terra batuda | Paola Suárez        | 6−7(1), 6−4, 6−2 |
| Finalista  | 2.   | 13 de juliol de 2003   | Palerm, Itàlia           | Terra batuda | Dinara Safina       | 3−6, 4−6         |
| Guanyadora | 3.   | 8 de gener de 2005     | Auckland, Nova Zelanda   | Dura         | Shinobu Asagoe      | 5−7, 7−5, 6−4    |
| Guanyadora | 4.   | 14 d'agost de 2005     | Estocolm, Suècia         | Dura         | Anastassia Mískina  | 7−5, 6−2         |
| Finalista  | 3.   | 25 de setembre de 2005 | Portorož, Eslovènia      | Dura         | Klára Koukalová     | 2−6, 6−4, 3−6    |
| Finalista  | 4.   | 25 de juliol de 2006   | Cincinnati, Estats Units | Dura         | Vera Zvonariova     | 2−6, 4−6         |
| Finalista  | 5.   | 23 de setembre de 2007 | Portorož (2)             | Dura         | Tatiana Golovin     | 6−2, 4−6, 4−6    |
| Finalista  | 6.   | 25 de maig de 2008     | Estrasburg, França       | Terra batuda | A. Medina Garrigues | 6−4, 6−7(4), 0−6 |

### Dobles femenins: 82 (39−43)
| Abans de 2009                | Després de 2009         |
| ---------------------------- | ----------------------- |
| Grand Slam (1−4)             |                         |
| WTA Tour Championships (0−3) |                         |
| Tier I (4−2)                 | Premier Mandatory (3−2) |
| Tier II (4−3)                | Premier 5 (2−8)         |
| Tier III (4−6)               | Premier (10−9)          |
| Tier IV i V (8−5)            | International (3−1)     |

| Títols per superfície |
| --------------------- |
| Dura (23−26)          |
| Gespa (4−2)           |
| Terra batuda (11−14)  |
| Moqueta (1−1)         |

| Resultat   | Núm. | Data                   | Torneig                                   | Superfície       | Parella                 | Oponents                                   | Marcador            |
| ---------- | ---- | ---------------------- | ----------------------------------------- | ---------------- | ----------------------- | ------------------------------------------ | ------------------- |
| Guanyadora | 1.   | 19 d'abril de 1998     | Makarska, Croàcia                         | Terra batuda     | Tina Križan             | Karin Kschwendt Evgenia Kulikovskaya       | 7−6(3), 6−1         |
| Finalista  | 1.   | 12 de juliol de 1998   | Maria Lankowitz, Àustria                  | Terra batuda     | Tina Križan             | Laura Montalvo Paola Suárez                | 1−6, 2−6            |
| Guanyadora | 2.   | 16 de maig de 1999     | Anvers, Bèlgica                           | Dura             | Laura Golarsa           | Louise Pleming Meghann Shaughnessy         | 6−4, 6−2            |
| Guanyadora | 3.   | 18 de juliol de 1999   | Palerm, Itàlia                            | Terra batuda     | Tina Križan             | Åsa Carlsson Sonya Jeyaseelan              | 4−6, 6−3, 6−0       |
| Finalista  | 2.   | 26 de setembre de 1999 | Luxemburg, Luxemburg                      | Moqueta (i)      | Tina Križan             | Irina Spîrlea Caroline Vis                 | 1−6, 2−6            |
| Guanyadora | 4.   | 16 d'abril de 2000     | Estoril, Portugal                         | Terra batuda     | Tina Križan             | Amanda Hopmans Cristina Torrens Valero     | 6−0, 7−6(9)         |
| Finalista  | 3.   | 7 de maig de 2000      | Bol, Croàcia                              | Terra batuda     | Tina Križan             | Julie Halard-Decugis Corina Morariu        | 2−6, 2−6            |
| Finalista  | 4.   | 15 d'octubre de 2000   | Tòquio, Japó                              | Dura             | Tina Križan             | Julie Halard-Decugis Corina Morariu        | 1−6, 2−6            |
| Finalista  | 5.   | 19 de novembre de 2000 | Pattaya City, Tailàndia                   | Dura             | Tina Križan             | Yayuk Basuki Caroline Vis                  | 3−6, 3−6            |
| Finalista  | 6.   | 15 d'abril de 2001     | Estoril                                   | Terra batuda     | Tina Križan             | Květa Hrdličková Barbara Rittner           | 6−3, 5−7, 1−6       |
| Finalista  | 7.   | 19 d'agost de 2001     | Toronto, Canadà                           | Dura             | Tina Križan             | Kimberly Po-Messerli Nicole Pratt          | 3−6, 1−6            |
| Guanyadora | 5.   | 10 de setembre de 2001 | Waikoloa, Estats Units                    | Dura             | Tina Križan             | Els Callens Nicole Pratt                   | 6−2, 6−3            |
| Finalista  | 8.   | 24 de febrer de 2002   | Bogotà, Colòmbia                          | Terra batuda     | Tina Križan             | Virginia Ruano Pascual Paola Suárez        | 2−6, 1−6            |
| Finalista  | 9.   | 3 de març de 2002      | Acapulco, Mèxic                           | Terra batuda     | Tina Križan             | Virginia Ruano Pascual Paola Suárez        | 5−7, 1−6            |
| Guanyadora | 6.   | 17 de febrer de 2003   | Bogotà                                    | Terra batuda     | Åsa Svensson            | Tina Križan Tatiana Perebiynis             | 6−2, 6−1            |
| Finalista  | 10.  | 11 d¡abril de 2004     | Casablanca, Marroc                        | Terra batuda     | Els Callens             | Marion Bartoli Émilie Loit                 | 4−6, 2−6            |
| Finalista  | 11.  | 23 de maig de 2004     | Estrasburg, França                        | Terra batuda     | Tina Križan             | Lisa McShea Milagros Sequera               | 4−6, 1−6            |
| Guanyadora | 7.   | 4 d'octubre de 2004    | Tòquio, Japó                              | Dura             | Shinobu Asagoe          | Jennifer Hopkins Mashona Washington        | 6−1, 6−4            |
| Guanyadora | 8.   | 3 de gener de 2005     | Auckland, Nova Zelanda                    | Dura             | Shinobu Asagoe          | Leanne Baker Francesca Lubiani             | 6−3, 6−3            |
| Guanyadora | 9.   | 25 de juliol de 2005   | Budapest, Hongria                         | Terra batuda     | Émilie Loit             | L. Domínguez Lino Marta Marrero            | 6−1, 3−6, 6−2       |
| Guanyadora | 10.  | 8 d'agost de 2005      | Estocolm, Suècia                          | Dura             | Émilie Loit             | Eva Birnerová Mara Santangelo              | 6−4, 6−3            |
| Finalista  | 12.  | 25 de setembre de 2005 | Portorož, Eslovènia                       | Dura             | Roberta Vinci           | Jelena Kostanić A. Medina Garrigues        | 4−6, 7−5, 2−6       |
| Guanyadora | 11.  | 24 d'octubre de 2005   | Hasselt, Bèlgica                          | Dura (i)         | Émilie Loit             | Michaëlla Krajicek Ágnes Szávay            | 6−3, 6−4            |
| Guanyadora | 12.  | 13 de febrer de 2006   | Anvers (2)                                | Dura (i)         | Dinara Safina           | Stéphanie Foretz Michaëlla Krajicek        | 6−1, 6−1            |
| Guanyadora | 13.  | 3 d'abril de 2006      | Amelia Island, Estats Units               | Terra batuda     | Shinobu Asagoe          | Liezel Huber Sania Mirza                   | 6−2, 6−4            |
| Finalista  | 13.  | 7 de maig de 2006      | Varsòvia, Polònia                         | Terra batuda     | Anastassia Mískina      | A. Medina Garrigues Elena Likhovtseva      | 3−6, 4−6            |
| Finalista  | 14.  | 8 de setembre de 2006  | US Open, Estats Units                     | Dura             | Dinara Safina           | Nathalie Dechy Vera Zvonariova             | 6−7, 5−7            |
| Finalista  | 15.  | 22 d'octubre de 2006   | Zuric, Suïssa                             | Dura             | Rennae Stubbs           | Liezel Huber Cara Black                    | 5−7, 5−7            |
| Finalista  | 16.  | 29 d'octubre de 2006   | Linz, Àustria                             | Dura             | Samantha Stosur         | Corina Morariu Lisa Raymond                | 3−6, 0−6            |
| Guanyadora | 14.  | 1 de gener de 2007     | Gold Coast, Austràlia                     | Dura             | Dinara Safina           | Iveta Benešová Galina Voskobóieva          | 6−3, 6−4            |
| Guanyadora | 15.  | 8 d'abril de 2007      | Amelia Island (2)                         | Terra batuda     | Mara Santangelo         | A. Medina Garrigues Virginia Ruano Pascual | 6−3, 7−6(4)         |
| Finalista  | 17.  | 25 de maig de 2007     | Roland Garros, França                     | Terra batuda     | Ai Sugiyama             | Alicia Molik Mara Santangelo               | 6−7, 4−6            |
| Finalista  | 18.  | 24 de juny de 2007     | Wimbledon, Regne Unit                     | Gespa            | Ai Sugiyama             | Cara Black Liezel Huber                    | 6−3, 3−6, 2−6       |
| Guanyadora | 16.  | 19 d'agost de 2007     | Toronto                                   | Dura             | Ai Sugiyama             | Cara Black Liezel Huber                    | 6−4, 2−6, [10−5]    |
| Finalista  | 19.  | 28 d'octubre de 2007   | Linz (2)                                  | Dura             | Ai Sugiyama             | Cara Black Liezel Huber                    | 2−6, 6−3, [8−10]    |
| Finalista  | 20.  | 5 de novembre de 2007  | WTA Tour Championships, Madrid, Espanya   | Dura             | Ai Sugiyama             | Cara Black Liezel Huber                    | 7−5, 3−6, [8−10]    |
| Guanyadora | 17.  | 6 d'abril de 2008      | Miami, Estats Units                       | Dura             | Ai Sugiyama             | Cara Black Liezel Huber                    | 7−5, 4−6, [10−3]    |
| Guanyadora | 18.  | 20 d'abril de 2008     | Charleston, Estats Units                  | Terra batuda     | Ai Sugiyama             | Edina Gallovits Olga Govortsova            | 6−2, 6−2            |
| Guanyadora | 19.  | 12 d'octubre de 2008   | Moscou, Rússia                            | Moqueta (i)      | Nàdia Petrova           | Cara Black Liezel Huber                    | 6−4, 6−4            |
| Guanyadora | 20.  | 26 d'octubre de 2008   | Linz                                      | Dura (i)         | Ai Sugiyama             | Cara Black Liezel Huber                    | 6−4, 7−5            |
| Guanyadora | 21.  | 18 d'octubre de 2009   | Linz (2)                                  | Dura (i)         | Anna-Lena Grönefeld     | Klaudia Jans Alicja Rosolska               | 6−1, 6−4            |
| Finalista  | 21.  | 21 de febrer de 2010   | Dubai, Emirats Àrabs Units                | Dura             | Květa Peschke           | N. Llagostera Vives M.J. Martínez Sánchez  | 6−7(5), 4−6         |
| Guanyadora | 22.  | 20 de març de 2010     | Indian Wells, Estats Units                | Dura             | Květa Peschke           | Nàdia Petrova Samantha Stosur              | 6−4, 2−6, [10−5]    |
| Finalista  | 22.  | 24 d'abril de 2010     | Stuttgart, Alemanya                       | Terra batuda (i) | Květa Peschke           | Gisela Dulko Flavia Pennetta               | 6−3, 6−7(3), [5−10] |
| Finalista  | 23.  | 25 de maig de 2010     | Roland Garros (2)                         | Terra batuda     | Květa Peschke           | Serena Williams Venus Williams             | 2−6, 3−6            |
| Finalista  | 24.  | 19 de juny de 2010     | Eastbourne, Regne Unit                    | Gespa            | Květa Peschke           | Lisa Raymond Rennae Stubbs                 | 6−2, 2−6, [11−13]   |
| Finalista  | 25.  | 23 d'agost de 2010     | Mont-real (2)                             | Dura             | Květa Peschke           | Gisela Dulko Flavia Pennetta               | 5−7, 6−3, [10−12]   |
| Guanyadora | 23.  | 28 de juny de 2010     | New Haven, Estats Units                   | Dura             | Květa Peschke           | Bethanie Mattek-Sands Meghann Shaughnessy  | 7−5, 6−0            |
| Finalista  | 26.  | 17 d'octubre de 2010   | Linz (3)                                  | Dura (i)         | Květa Peschke           | Renata Voráčová B. Záhlavová-Strýcová      | 5−7, 6−7(6)         |
| Finalista  | 27.  | 31 d'octubre de 2010   | WTA Tour Championships, Doha, Qatar       | Dura             | Květa Peschke           | Gisela Dulko Flavia Pennetta               | 5−7, 4−6            |
| Guanyadora | 24.  | 8 de gener de 2011     | Auckland (2)                              | Dura             | Květa Peschke           | Sofia Arvidsson Marina Erakovic            | 6−3, 6−0            |
| Finalista  | 28.  | 14 de gener de 2011    | Sydney, Austràlia                         | Dura             | Květa Peschke           | Iveta Benešová B. Záhlavová-Strýcová       | 6−4, 4−6, [7−10]    |
| Finalista  | 29.  | 20 de febrer de 2011   | Dubai (2)                                 | Dura             | Květa Peschke           | Liezel Huber M.J. Martínez Sánchez         | 6−7(5), 3−6         |
| Guanyadora | 25.  | 26 de febrer de 2011   | Doha, Emirats Àrabs Units                 | Dura             | Květa Peschke           | Liezel Huber Nàdia Petrova                 | 7−5, 6−7(2), [10−8] |
| Finalista  | 30.  | 7 de maig de 2011      | Madrid, Espanya                           | Terra batuda     | Květa Peschke           | Viktória Azàrenka Maria Kirilenko          | 4−6, 3−6            |
| Guanyadora | 26.  | 18 de juny de 2011     | Eastbourne                                | Gespa            | Květa Peschke           | Liezel Huber Lisa Raymond                  | 6−3, 6−0            |
| Guanyadora | 27.  | 26 de juny de 2011     | Wimbledon                                 | Gespa            | Květa Peschke           | Sabine Lisicki Samantha Stosur             | 6−3, 6−1            |
| Guanyadora | 28.  | 7 d'agost de 2011      | Carlsbad, Estats Units                    | Dura             | Květa Peschke           | Raquel Kops-Jones Abigail Spears           | 6−0, 6−2            |
| Guanyadora | 29.  | 8 d'octubre de 2011    | Pequín, Xina                              | Dura             | Květa Peschke           | Gisela Dulko Flavia Pennetta               | 6−3, 6−4            |
| Finalista  | 31.  | 30 d'octubre de 2011   | WTA Tour Championships, Istanbul, Turquia | Dura (i)         | Květa Peschke           | Liezel Huber Lisa Raymond                  | 4−6, 4−6            |
| Guanyadora | 30.  | 13 de gener de 2012    | Sydney                                    | Dura             | Květa Peschke           | Liezel Huber Lisa Raymond                  | 6−1, 4−6, [13−11]   |
| Finalista  | 32.  | 12 d'agost de 2012     | Mont-real (3)                             | Dura             | Nàdia Petrova           | Klaudia Jans-Ignacik Kristina Mladenovic   | 5−7, 6−2, [7−10]    |
| Finalista  | 33.  | 19 d'agost de 2012     | Cincinnati, Estats Units                  | Dura             | Zheng Jie               | Andrea Hlaváčková Lucie Hradecká           | 1−6, 3−6            |
| Guanyadora | 31.  | 11 de gener de 2013    | Sydney (2)                                | Dura             | Nàdia Petrova           | Sara Errani Roberta Vinci                  | 6−3, 6−4            |
| Finalista  | 34.  | 17 de febrer de 2013   | Doha                                      | Dura             | Nàdia Petrova           | Sara Errani Roberta Vinci                  | 6−2, 3−6, [6−10]    |
| Finalista  | 35.  | 23 de febrer de 2013   | Dubai (3)                                 | Dura             | Nàdia Petrova           | Bethanie Mattek-Sands Sania Mirza          | 4−6, 6−2, [7−10]    |
| Finalista  | 36.  | 16 de març de 2013     | Indian Wells                              | Dura             | Nàdia Petrova           | Iekaterina Makàrova Elena Vesnina          | 0−6, 7−5, [6−10]    |
| Guanyadora | 32.  | 31 de març de 2013     | Miami (2)                                 | Dura             | Nàdia Petrova           | Lisa Raymond Laura Robson                  | 6−1, 7−6(2)         |
| Guanyadora | 33.  | 22 de juny de 2013     | Eastbourne (2)                            | Gespa            | Nàdia Petrova           | Monica Niculescu Klára Zakopalová          | 6−3, 6−3            |
| Guanyadora | 34.  | 11 d'agost de 2013     | Toronto (2)                               | Dura             | Jelena Janković         | Anna-Lena Grönefeld Květa Peschke          | 5−7, 6−2, [10−6]    |
| Finalista  | 37.  | 24 d'agost de 2013     | New Haven                                 | Dura             | Anabel Medina Garrigues | Sania Mirza Zheng Jie                      | 3−6, 4−6            |
| Finalista  | 38.  | 16 de febrer de 2014   | Doha (2)                                  | Dura             | Květa Peschke           | Hsieh Su-wei Peng Shuai                    | 4−6, 0−6            |
| Guanyadora | 35.  | 18 de maig de 2014     | Roma, Itàlia                              | Terra batuda     | Květa Peschke           | Sara Errani Roberta Vinci                  | 4−0, retirada       |
| Finalista  | 39.  | 10 de gener de 2015    | Brisbane, Austràlia                       | Dura             | Caroline Garcia         | Martina Hingis Sabine Lisicki              | 2−6, 5−7            |
| Finalista  | 40.  | 26 d'abril de 2015     | Stuttgart (2)                             | Terra batuda (i) | Caroline Garcia         | Bethanie Mattek-Sands Lucie Šafářová       | 4−6, 3−6            |
| Guanyadora | 36.  | 27 de juny de 2015     | Eastbourne (3)                            | Gespa            | Caroline Garcia         | Chan Yung-jan Zheng Jie                    | 7−6(5), 6−2         |
| Finalista  | 41.  | 16 d'agost de 2015     | Toronto (4)                               | Dura             | Caroline Garcia         | Bethanie Mattek-Sands Lucie Šafářová       | 1−6, 2−6            |
| Guanyadora | 37.  | 18 de febrer de 2017   | Doha (2)                                  | Dura             | Abigail Spears          | Olga Savchuk Yaroslava Shvedova            | 6−3, 7−6(7)         |
| Finalista  | 42.  | 30 d'abril de 2017     | Stuttgart (3)                             | Terra batuda (i) | Abigail Spears          | Raquel Atawo Jeļena Ostapenko              | 4−6, 4−6            |
| Finalista  | 43.  | 4 de febrer de 2018    | Sant Petersburg, Rússia                   | Dura (i)         | Alla Kudryavtseva       | Timea Bacsinszky Vera Zvonariova           | 6−2, 1−6, [3−10]    |
| Guanyadora | 38.  | 8 d'abril de 2018      | Charleston (2)                            | Terra batuda     | Alla Kudryavtseva       | Andreja Klepač M.J. Martínez Sánchez       | 6−3, 6−3            |
| Guanyadora | 39.  | 26 de maig de 2018     | Nuremberg, Alemanya                       | Terra batuda     | Demi Schuurs            | Kirsten Flipkens Johanna Larsson           | 3−6, 6−3, [10−7]    |

#### Períodes com a número 1
| Núm. | Precedida per   | Dates                    | Succeïda per | Setmanes | Acumulat |
| ---- | --------------- | ------------------------ | ------------ | -------- | -------- |
| 1.   | Flavia Pennetta | 05/07/2011 − 11/09/2011A | Liezel Huber | 10       | 10       |

### Dobles mixts: 11 (5−6)
| Títols per superfície |
| --------------------- |
| Dura (2−2)            |
| Gespa (0−1)           |
| Terra batuda (3−3)    |

| Resultat   | Núm. | Data                | Torneig                     | Superfície   | Parella        | Oponents                           | Marcador            |
| ---------- | ---- | ------------------- | --------------------------- | ------------ | -------------- | ---------------------------------- | ------------------- |
| Guanyadora | 1.   | 24 de maig de 1999  | Roland Garros, França       | Terra batuda | Piet Norval    | Larisa Neiland Rick Leach          | 6−3, 3−6, 6−3       |
| Finalista  | 1.   | 26 d'agost de 2002  | US Open, Estats Units       | Dura         | Bob Bryan      | Lisa Raymond Mike Bryan            | 6−7, 6−7            |
| Guanyadora | 2.   | 25 d'agost de 2003  | US Open                     | Dura         | Bob Bryan      | Lina Krasnoroutskaya Daniel Nestor | 5−7, 7−5, 7−6(5)    |
| Finalista  | 2.   | 29 d'agost de 2005  | US Open (2)                 | Dura         | Nenad Zimonjić | Daniela Hantuchová Mahesh Bhupathi | 4−6, 2−6            |
| Guanyadora | 3.   | 29 de maig de 2006  | Roland Garros (2)           | Terra batuda | Nenad Zimonjić | Elena Likhovtseva Daniel Nestor    | 6−3, 6−4            |
| Finalista  | 3.   | 10 de juny de 2007  | Roland Garros               | Terra batuda | Nenad Zimonjić | Nathalie Dechy Andy Ram            | 5−7, 3−6            |
| Finalista  | 4.   | 8 de juny de 2008   | Roland Garros (2)           | Terra batuda | Nenad Zimonjić | Viktória Azàrenka Bob Bryan        | 2−6, 6−7(4)         |
| Finalista  | 5.   | 6 de juliol de 2008 | Wimbledon, Regne Unit       | Gespa        | Mike Bryan     | Samantha Stosur Bob Bryan          | 5−7, 4−6            |
| Guanyadora | 4.   | 6 de juny de 2010   | Roland Garros (3)           | Terra batuda | Nenad Zimonjić | Iaroslava Xvédova Julian Knowle    | 4−6, 7−6(5), [11−9] |
| Guanyadora | 5.   | 30 de gener de 2011 | Open d'Austràlia, Austràlia | Dura         | Daniel Nestor  | Chan Yung-jan Paul Hanley          | 6−3, 3−6, [10−7]    |
| Finalista  | 6.   | 6 de juny de 2011   | Roland Garros (3)           | Terra batuda | Nenad Zimonjić | Casey Dellacqua Scott Lipsky       | 6−7(6), 6−4, [7−10] |

## Trajectòria

### Individual
| Open d'Austràlia | A  | 1R  | Q3          | 2R          | 3R          | 1R | 1R          | 2R          | 3R          | 3R | A   | A   | 0 / 8  | 8 – 8   |
| Roland Garros | 2R | 2R  | 2R          | 4R          | 2R          | 3R | 1R          | 3R          | 3R          | 4R | A   | 1R  | 0 / 11 | 16 – 11 |
| Wimbledon | 1R | 1R  | Q1          | 1R          | 2R          | 2R | 3R          | 3R          | 3R          | 1R | A   | A   | 0 / 9  | 8 – 9   |
| US Open | 1R | 1R  | 2R          | 2R          | 2R          | 2R | 2R          | 3R          | 2R          | 4R | 1R  | A   | 0 / 11 | 11 – 11 |
| Jocs Olímpics | NC | 1R  | No celebrat | No celebrat | No celebrat | 2R | No celebrat | No celebrat | No celebrat | A  | NC  | NC  | 0 / 2  | 1 – 2   |
| Rànquing a final d'any | 63 | 119 | 98          | 36          | 39          | 87 | 28          | 23          | 27          | 20 | 424 | 316 |        |         |
| Llegenda: G: Guanyadora; F: Finalista; SF: Semifinalista; QF: Quarts de final; Q: Qualificació; A: Absent; RR: Round Robin; |    |     |             |             |             |    |             |             |             |    |     |     |        |         |

### Dobles femenins
| Open d'Austràlia | A    | A     | 1R    | 2R          | QF          | 1R          | 3R    | 3R          | SF          | 3R          | 2R    | A           | A           | SF          | 2R    | 3R          | SF          | 3R          | 2R    | 3R          | 3R          | QF          | 1R          | 0 / 19    | 36 – 19   |
| Roland Garros | 2R   | 3R    | 2R    | 1R          | 1R          | 2R          | 2R    | QF          | 1R          | F           | 2R    | A           | F           | QF          | QF    | SF          | QF          | 3R          | 3R    | 2R          | QF          | 2R          | 1R          | 0 / 22    | 42 – 22   |
| Wimbledon | 2R   | SF    | 1R    | 2R          | QF          | 2R          | 1R    | 3R          | 1R          | F           | 2R    | A           | QF          | G           | 2R    | QF          | 1R          | 2R          | 1R    | 1R          | 3R          | 1R          | NC          | 1 / 21    | 32 – 20   |
| US Open | 1R   | 2R    | 2R    | QF          | 1R          | 3R          | 2R    | 3R          | F           | QF          | SF    | 2R          | 3R          | QF          | 1R    | QF          | QF          | QF          | QF    | 1R          | 1R          | 1R          | A           | 0 / 22    | 40 – 22   |
| Jocs Olímpics | NC   | NC    | 1R    | No celebrat | No celebrat | No celebrat | 1R    | No celebrat | No celebrat | No celebrat | A     | No celebrat | No celebrat | No celebrat | 2R    | No celebrat | No celebrat | No celebrat | A     | No celebrat | No celebrat | No celebrat | No celebrat | 0 / 3     | 1 – 3     |
| WTA Tour Championships | A    | A     | A     | QF          | QF          | A           | A     | A           | A           | F           | SF    | A           | F           | F           | A     | SF          | SF          | RR          | A     | A           | A           | A           | NC          | 0 / 9     | 5 – 10    |
| Total Victòries–Derrotes | 11−7 | 23−14 | 31−23 | 30−20       | 23−26       | 23−20       | 21−19 | 38−14       | 45−18       | 45−17       | 34−13 | 8−3         | 41−16       | 54−14       | 33−19 | 54−18       | 26−19       | 34−21       | 27−24 | 19−23       | 32−24       | 14−28       | 4−10        | 670 – 410 | 670 – 410 |
| Rànquing a final d'any | 77   | 26    | 33    | 20          | 30          | 38          | 49    | 25          | 7           | 4           | 4     | 123         | 6           | 2           | 16    | 6           | 10          | 14          | 28    | 35          | 22          | 58          | 88          |           |           |
| Llegenda: G: Guanyadora; F: Finalista; SF: Semifinalista; QF: Quarts de final; Q: Qualificació; A: Absent; RR: Round Robin; |      |       |       |             |             |             |       |             |             |             |       |             |             |             |       |             |             |             |       |             |             |             |             |           |           |

### Dobles mixts
| Open d'Austràlia | A  | A  | 1R | QF | 1R | 1R | 2R | 3R | A | A  | A | A  | G  | A  | 2R | QF | QF | QF | 1R | A  | 1R | 1 / 13 | 14 – 12 |
| Roland Garros | G  | 2R | 1R | SF | QF | QF | 2R | G  | F | F  | A | G  | F  | 3R | QF | QF | SF | 1R | 2R | SF | A  | 3 / 19 | 47 – 16 |
| Wimbledon | 3R | 1R | 3R | QF | A  | A  | 3R | QF | A | F  | A | 3R | 3R | SF | SF | 1R | QF | QF | 2R | SF | 2R | 0 / 17 | 28 – 16 |
| US Open | 1R | 1R | 1R | F  | G  | A  | F  | 2R | A | QF | A | 2R | 2R | 1R | 2R | QF | 1R | 1R | A  | 2R | A  | 1 / 16 | 21 – 15 |
| Llegenda: G: Guanyadora; F: Finalista; SF: Semifinalista; QF: Quarts de final; Q: Qualificació; A: Absent; RR: Round Robin; |    |    |    |    |    |    |    |    |   |    |   |    |    |    |    |    |    |    |    |    |    |        |         |

## Guardons
- WTA Doubles Team of the Year (2011 amb Květa Peschke)
- ITF World Champion (2011 amb Květa Peschke)